# Осезание
Осезанието е сетивно възприятие при животните и човека на дразнения, предизвикани от допир или триене на кожата (и др. „покривки“), или натиск на мускулите и сухожилията, възприемани от специални рецептори (осезателни органи). То се възприема от нервни окончания, пръснати по цялата повърхност на тялото, но на отделни места са струпани в голямо количество и чувствителността е увеличена (върховете на пръстите у човека, устните и около тях и пр.). При някои животни осезателни клетки са съсредоточени предимно в определени места:
- Антени – при насекоми.
- Амбулакрални крачка – при иглокожи.
- Мустачки – при риби.

Чрез тактилните телца (барорецептори) и свободните нервни окончания се възприемат много усещания , като:
- Допир – усещане, получено при лек натиск на кожата.
- Натиск – усещане, при увеличен натиск върху кожата.
- Болка – средно на см2 от тялото има около 100 такива рецептора за болка.
- Температура – усещане за топло (чрез 30 000 рецептора) и студено (чрез около 250 000 рецептора).

## Тактилната азбука
Тактилната азбука е писмена система, предназначена за незрящи, посредством осезание. Най-популярна е системата на Луи Брайл – брайлова азбука. Исторически има много други азбуки.
Основно се делят на два вида:
- Системи, основани на релефната латинска азбука
- Системи, основани на произволни символи